# Onthophagus negus
Onthophagus negus es una especie de insecto del género Onthophagus, familia Scarabaeidae, orden Coleoptera.

## Historia
Fue descrita científicamente por Raffray en 1882.